# Calothorax lucifer
Calothorax lucifer là một loài chim trong họ Chim ruồi.